# Magodzsa
A magodzsa vagy magve a koreai férfi és női hanbok egy ruhadarabja, felöltőhöz hasonló, egy vagy kétgombos kabát, melyet a csogori felett viselnek. Totcsogorinak (덧저고리) is hívják, ami szó szerint „külső csogorit” jelent.

## Története
A magodzsa mandzsu származású ruhadarab, elég későn került be a koreai öltözködésbe, Hungszon Tevongun (흥선대원군) régensherceg, Kodzsong koreai császár apja tett népszerűvé, amikor 1887-ben ebben a ruhadarabban érkezett vissza mandzsúriai politikai száműzetéséből.

## Jellemzői
A magodzsa általában selyemből készül, egy vagy két gombbal és alul nyitott. A férfiak esetében a jobb, nők esetében a bal oldalon gombolódik. A nők esetében a magodzsa színe általában pasztell szín, hogy harmonizáljon a csogorival és a cshimával.

## Fordítás
- Ez a szócikk részben vagy egészben  a   Magoja című angol Wikipédia-szócikk fordításán alapul.  Az eredeti cikk szerkesztőit annak laptörténete sorolja fel. Ez a jelzés csupán a megfogalmazás eredetét és a szerzői jogokat jelzi, nem szolgál a cikkben szereplő információk forrásmegjelöléseként.